# Mariane Pearl
Mariane van Neyenhoff Pearl (Clichy, 23 de julho de 1967), é uma jornalista francesa, atualmente trabalhando para a revista Glamour. Ela é viúva de Daniel Pearl, também jornalista, que foi raptado e morto por terroristas no Paquistão, em fevereiro de 2002.
Eles se casaram em agosto de 1999, e viveram por um tempo em Mumbai, na Índia, onde Daniel trabalhava como chefe do departamento da Ásia do Sul para o The Wall Street Journal. Em 2002, o casal viajou para o Paquistão, para fazer investigações sobre a Al-Qaeda. Na cidade de Karachi, seu marido foi raptado por um grupo de terroristas. Mariane não foi raptada, mas Daniel foi assassinado e esquartejado.
O filho do casal, Adam Daniel, nasceu em Paris, três meses após a morte de seu pai.

## Livro
Anos depois, Mariane escreveu o livro A Mighty Heart: The Brave Life and Death of My Husband Daniel Pearl, que conta a vida e o sequestro de Daniel. Em 2007, a obra foi adaptada para o cinema.

## Reconhecimento
Em dezembro de 2013, foi eleita uma das 100 mulheres mais influentes do mundo pela BBC.